# Station Bełchów
Station Bełchów is een spoorwegstation in de Poolse plaats Bełchów.
0: Skierniewice ·
4: Mokra ·
8: Sierakowice Skierniewickie ·
11: Bełchów ·
15: Bobrowniki ·
21: Łowicz Główny